# Shibin El Kom
Shibin El Kom (arabe : شبين الكوم) est une ville d'Égypte, capitale du gouvernorat de Menufeya.

## Personnalités nées dans la ville
- Mustapha Mahmoud
- Saïd Ramadan